# The Agency (serie de televisión de 2024)
The Agency es una serie de televisión de suspenso y espionaje estadounidense de Paramount+ con Showtime producida por George Clooney y Grant Heslov y protagonizada por Michael Fassbender, Jeffrey Wright, Jodie Turner-Smith y Richard Gere. La serie se estrenó el 29 de noviembre de 2024 y está basada en la serie francesa aclamada por la crítica Le Bureau des Légendes, creada por Éric Rochant, que se emitió en Canal+ de 2015 a 2020.
En diciembre de 2024, la serie se renovó para una segunda temporada.

## Premisa
La misión de un agente encubierto de la CIA termina abruptamente enviándolo de vuelta a la estación de Londres, donde el amor que dejó atrás reaparece inesperadamente, arrojándolos a ambos a un juego mortal de intriga internacional y espionaje.

## Reparto

### Principales
- Michael Fassbender como Brandon, nombre clave «Martian», anteriormente operativo del NOC de la CIA en África durante 6 años, y ahora oficial de caso de alto rango. Su nombre encubierto en África era Paul Lewis.
- Jeffrey Wright como Henry Ogletree, jefe de Martian, mentor y subdirector de la estación de la CIA en Londres. Su cobertura oficial es la de Agregado de Apoyo al Servicio Exterior.
- Jodie Turner-Smith como la Dra. Samia «Sami» Zahir, una antropóloga sudanesa y el interés amoroso de Martian.
- Richard Gere como James Bradley, nombre clave «Bosko», el jefe de la estación de la CIA en Londres.
- Katherine Waterston como Naomi, ex oficial de casos de la CIA de Martian y actual de Danny.
- Harriet Sansom Harris como la Dra. Rachel Blake, una psicóloga clínica de la CIA asignada a la estación de Londres desde Langley.
- Ambreen Razia como Blair, una oficial de caso de la CIA
- John Magaro como Owen, el oficial del caso de la CIA de Coyote
- Saura Lightfoot-Leon como Daniela «Danny» Ruiz Morata, una nueva oficial de campo de la CIA que se hace pasar por una graduada en geofísica para participar en un programa de intercambio en Teherán para identificar ingenieros nucleares iraníes. Su nombre falso es Daniela Acosta Moreno.

### Recurrentes
- India Fowler como Poppy, la hija de Martian
- Curtis Lum como Guo
- Marcin Zarzeczny como Alexei Orekhov, propietario de una empresa de camiones y agente de la CIA en Bielorrusia
- Violet Verigo como Sandy
- Andrew Brooke como el abuelo, un agente de campo de la CIA asignado a vigilar a Martian.
- Adam Nagaitis como la abuela, un agente de campo de la CIA asignado a vigilar a Martian.
- Reza Brojerdi como Reza Mortazevi, profesor iraní de sismología. Danny debe conseguir que la seleccionen para su estimado programa de intercambio, que le permitirá entrar en Irán con una tapadera de buena fe.
- Alex Reznik como Pitor Rybak, nombre en clave «Coyote», un agente encubierto no oficial de la CIA en Bielorrusia
- Bilal Hasna como Simon, un técnico de la CIA.
- Tom Vaughan-Lawlor como Ben, un técnico superior de la CIA.
- Sabrina Wu como Raine Miller
- Edward Holcroft como el Dr. Charlie Remy, cuñado de Ogletree, operador de la Delta Force y agente encubierto en la Ucrania ocupada.
- Sergej Onopko como el Dr. Koval, soldado de las fuerzas especiales encubierto con Remy en Ucrania
- Oleksandr Rudynsky como Boutenko, un soldado de las Fuerzas Especiales encubierto con Remy y Koval en Ucrania.
- Tim Samuels como Alex Kent-Jones
- Kurt Egyiawan como Osman, un agente del SIG sudanés asignado para rastrear a Sami por su ex marido.

### Invitados
- Hugh Bonneville como James Richardson
- Dominic West como director de la CIA

## Episodios
| N.º | Título                    | Dirigido por  | Escrito por                              | Fecha de emisión original |
| --- | ------------------------- | ------------- | ---------------------------------------- | ------------------------- |
| 1   | «The Bends»               | Joe Wright    | Jez Butterworth y John-Henry Butterworth | 29 de noviembre de 2024   |
| 2   | «Wooden Duck»             | Joe Wright    | Jez Butterworth y John-Henry Butterworth | 29 de noviembre de 2024   |
| 3   | «Hawk from a Handsaw»     | Philip Martin | Jez Butterworth y John-Henry Butterworth | 6 de diciembre de 2024    |
| 4   | «Quarterback Blitz»       | Philip Martin | Jez Butterworth y John-Henry Butterworth | 13 de diciembre de 2024   |
| 5   | «Rat Trap»                | Zetna Fuentes | Jez Butterworth y John-Henry Butterworth | 20 de diciembre de 2024   |
| 6   | «Spy For Sale»            | Zetna Fuentes | Jez Butterworth y John-Henry Butterworth | 27 de diciembre de 2024   |
| 7   | «Hard Landing»            | Grant Heslov  | Jez Butterworth y John-Henry Butterworth | 3 de enero de 2025        |
| 8   | «Truth Will Set You Free» | Grant Heslov  | Jez Butterworth y John-Henry Butterworth | 10 de enero de 2025       |
| 9   | «The Rubicon»             | Neil Burger   | Jez Butterworth y John-Henry Butterworth | 17 de enero de 2025       |
| 10  | «Overtaken By Events»     | Neil Burger   | Jez Butterworth y John-Henry Butterworth | 24 de enero de 2025       |

## Producción

### Desarrollo
En febrero de 2023, el proyecto recibió un pedido directo de serie de Showtime, ahora conocido como el canal Paramount+ con Showtime. Está basada en The Bureau, una serie de espionaje francesa creada, dirigida y producida por Eric Rochant. Inicialmente tuvo el nombre de The Department.
La serie es producida por Smokehouse Pictures de George Clooney y Grant Heslov, MTV Entertainment Studios y 101 Studios. La producción ejecutiva corre a cargo de Keith Cox y Nina L. Diaz de MTVE Studios, David C. Glasser, Ron Burkle, David Hutkin y Bob Yari de 101 Studios, Alex Berger para The Originals Productions en Francia, y Ashley Stern y Pascal Breton para la empresa Federation Studios/Federation Entertainment of America, con sede en París.
Joe Wright dirigirá los dos primeros episodios, mientras que Jez Butterworth y John-Henry Butterworth escribirán los 10 episodios. Clooney originalmente iba a dirigir.
En diciembre de 2024, Showtime renovó la serie para una segunda temporada.

### Selección de reparto
La producción comenzó en junio de 2024, con el título cambiado a The Agency. Michael Fassbender es productor ejecutivo, además de tener el papel principal, interpretado en la serie francesa por Mathieu Kassovitz. Poco después, Jeffrey Wright, Richard Gere, Jodie Turner-Smith, Katherine Waterston y John Magaro se unieron al reparto.
En agosto de 2024 se revelaron más miembros del reparto, incluidos Alex Reznik, Andrew Brooke, Harriet Sansom Harris, India Fowler y Saura Lightfoot-Leon.

### Rodaje
El rodaje tuvo lugar en Londres en 2024.
El rodaje también tuvo lugar en Tallin, Estonia en septiembre de 2024, y El Cairo, Egipto, en octubre de 2024.

## Emisión y lanzamiento
The Agency se estrenó con los dos primeros episodios en el servicio de streaming premium de Paramount Global, Paramount+ con Showtime, el 29 de noviembre de 2024 en los Estados Unidos, antes de hacer su debut a través de Showtime Networks, que incluye el canal Paramount+ con Showtime dos días después, con transmisión mundial a partir del 30 de noviembre.